# Лалітамбіка Антарджанам
Лалітамбіка Антарджанам (*ലളിതാംബിക അന്തർജ്ജനം; 30 березня 1909 — 6 лютого 1987) — індійська поетеса та письменниця, що складала твори мовою малаялам.

## Життєпис
Походила з впливової брамінської родини. Народилася у 1909 році у м. Конаракара (сучасний штат Керала). Незважаючи на перепони здобула класичну освіту, навчилася читати й писати. У 1926 році вийшла заміж за впливового землевласника Нараяна. В цей час жінкам не дозволялася займатися громадською або якоюсь іншою діяльністю. Тому Лалітамбіка захоплюється літературою, починає писати оповідки для дітей, а згодом складати вірші.
У 1930-х роках під впливом діяльності Махатми Ганді починає цікавитися політикою та соціальними рухами. Виступає за розширення прав жінок. У 1937 році видала збірку своїх оповідок. У 1943 році їй вдалося видати першу свою збірку віршів.
Зі здобуттям Індією незалежності у 1947 році Лалітамбіка Антарджанам дедалі більше включається до суспільно-політичного життя країни. Вона починає активно друкуватися. Водночас виступає за проведення рішучих соціальних реформ у багатьох сферах індійського життя. Померла у 1987 році.

## Творчість
В її доробку є 6 збірок віршів (відомими є «Політ уяви», 1943 рік, «Тисячі шнурів», 1969 рік), роман «Агнікашрі» (1976 рік), 9 томів оповідок, 2 книги розповідей для дітей («Медові краплі»). Значна частина оповідок присвячена життю намбудрі (однієї з вищих каст південної Індії) — «Сторінки часу» («Калатінде едукаль», 1950 рік), «Сільська дівчина» («Грама баліга», 1951 рік). Також написала власну автобіографію.
За свій роман «Агнікашрі» Лалітамбіка Антарджанам отримала нагороди Академії Керала Сахіт'я та Академії Сахіт'я у 1977 році.